# Brittney Griner
Brittney Yevette Griner (Houston, 18 oktober 1990) is een Amerikaans professioneel basketbalspeelster, onder meer in de Women's National Basketball Association (WNBA), waarin ze zeven keer tot All Star verkozen werd. Ze kwam uit voor de clubs Phoenix Mercury en UMMC Jekaterinenburg, totdat haar carrière in februari 2022 door arrestatie in Moskou werd onderbroken. Ze werd veroordeeld voor bezit van cannabisolie, maar kwam op 8 december 2022 vrij door een gevangenenruil. In 2024 kwam van haar een boek uit over deze ervaringen.
Griner heeft een uitzonderlijke lengte van 2.06 meter. Ze won drie olympische gouden medailles, in 2016, 2020 en 2024. Ook won ze twee keer goud op het Wereldkampioenschap basketbal in 2014 en 2018.

## Privé

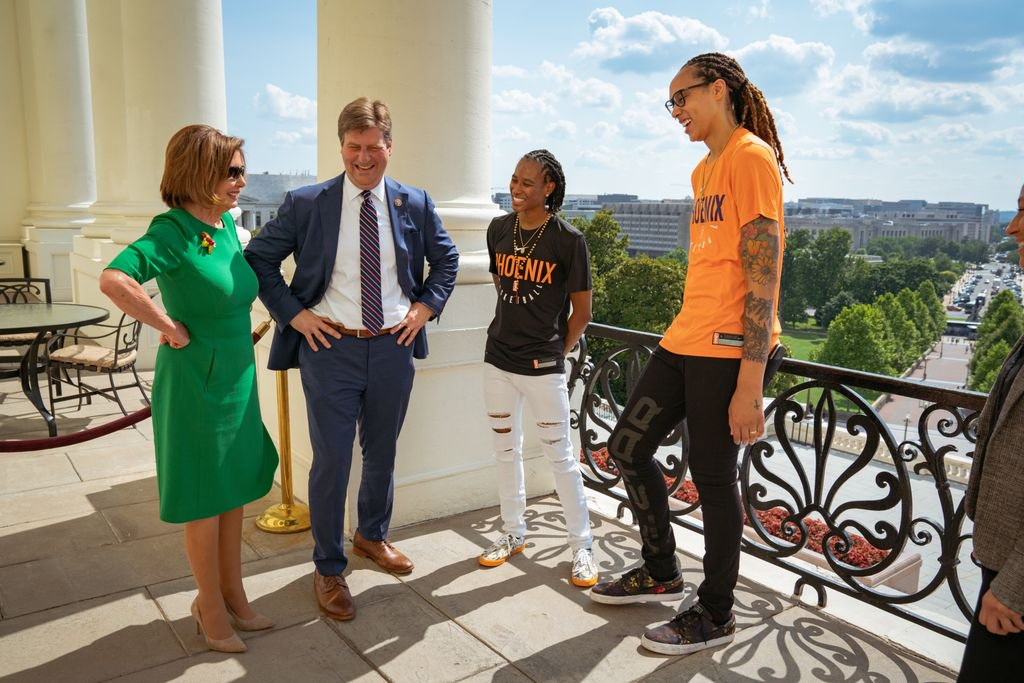
Politici Nancy Pelosi en Greg Stanton met Glory Johnson en Brittney Griner in juli 2019

Op 14 augustus 2014 maakte zij bekend dat ze verloofd was met WNBA-speler Glory Johnson. Op 22 april 2015 werden beide vrouwen gearresteerd, omdat ze elkaar fysiek hadden aangevallen. Beiden liepen bij het incident lichte verwondingen op. De politie was bij de ruzie tussenbeide gekomen in hun huis in Goodyear, Arizona.
Niettemin bleven ze bij elkaar en trouwden op 8 mei 2015. Op 4 juni 2015 werd aangekondigd dat Johnson zwanger was en dat zij het WNBA-seizoen 2015 zou missen. Een dag later diende Griner een verzoek tot nietigverklaring van het huwelijk in, dat werd afgewezen. De scheiding werd in juni 2016 afgerond.
Griner trouwde in juni 2019 met haar vroegere studievriendin Cherelle Watson, die zich voortaan Cherelle Griner noemde.

## Protest
In de zomer van 2020, tijdens de Black Lives Matter-protesten na de dood van George Floyd, deed Griner een oproep om het Amerikaanse volkslied aan het begin van de Olympische Zomerspelen 2020 achterwege te laten. Ze protesteerde door in de kleedkamer te blijven totdat het volkslied gespeeld was. Volgens Griner vertegenwoordigde het volkslied niet alle Amerikanen. Op sociale media leverde haar protest zowel positieve als (zeer) negatieve reacties op.

## Strafzaak in Rusland

### Arrestatie en veroordeling
In februari 2022 was Griner op weg naar haar tweede club UMMC Jekaterinenburg, toen ze door de Russische douane op de luchthaven Sjeremetjevo in Moskou werd gearresteerd voor bezit van cannabisolie. Ze werd beticht van drugssmokkel. Ze legde een bekentenis af, maar benadrukte dat ze de cannabis om een medicinale reden bij zich had en dat de hoeveelheid (minder dan 1 gram) in Arizona legaal was. In een persverklaring prees UMMC Jekaterinenburg haar sportieve prestaties, positieve houding en onberispelijk gedrag. De club sprak de hoop uit dat de zaak op een weloverwogen en zorgvuldige wijze zou worden uitgezocht.
In augustus 2022 werd Griner door de rechtbank in Moskou veroordeeld tot een gevangenisstraf van negen jaar en een boete van een miljoen roebel (ca. $16,400). De rechterlijke uitspraak riep veel reacties op. De Amerikaanse president Joe Biden noemde de veroordeling "onacceptabel" en riep Rusland op Griner onmiddellijk vrij te laten. Haar advocaat kondigde een hoger beroep aan. Op 25 oktober 2022 werd de veroordeling tot negen jaar gevangenisstraf door de Russische beroepsrechtbank bevestigd. In november 2022 werd bekend dat Griner was overgebracht naar een strafkamp in Mordovië.

### Gevangenenruil en vrijlating
Op 8 december 2022 werd bekendgemaakt dat Brittney Griner door Rusland werd vrijgelaten in ruil voor de in de VS veroordeelde wapenhandelaar Viktor Boet. Commentatoren waren van mening dat Griner slachtoffer was geweest van "een politiek machtsspel op het hoogste niveau". Vermoed werd dat Rusland de beschuldiging tegen haar met opzet had gebruikt om een zware misdadiger vrij te kunnen krijgen.
Griners terugkeer in de VS werd enthousiast begroet in de sportwereld, waar vrouwelijke sporters intensief voor haar gelobbyd hadden bij onder meer het Witte Huis. Ook president Biden uitte zijn vreugde over haar vrijlating. De basketbalbond WNBA gaf te kennen zich ervoor te willen inzetten dat sporters in de VS een hoger inkomen zouden kunnen verwerven. Zij zouden dan geen risico meer lopen door buiten het Amerikaanse basketbalseizoen te spelen voor buitenlandse clubs. Griner verdiende bij UMMC Jekaterinenburg vier keer zoveel als bij Phoenix Mercury in Arizona.

## Rentree
Hoe haar verdere sportcarrière zou verlopen, was in de eerste periode na haar terugkeer nog onderwerp van speculatie, maar op 19 mei 2023 maakte Griner haar rentree in de Amerikaanse basketbalcompetitie van WNBA, in aanwezigheid van diverse politici en beroemdheden uit de sportwereld. Ze kreeg een staande ovatie van het publiek. In een voorafgaande persconferentie vroeg ze aandacht voor het lot van andere gevangen Amerikanen in het buitenland.
Griner publiceerde in 2024, samen met Michelle Burford, het boek Coming Home over haar ervaringen in Russische gevangenschap. In dat jaar nam ze deel aan de Olympische Zomerspelen en behaalde voor de derde keer een gouden medaille. 
3 Diana Taurasi · 
4 Candice Dupree · 
8 Mistie Bass · 
10 Anete Jēkabsone-Žogota · 
11 Ewelina Kobryn · 
13 Penny Taylor · 
14 Shay Murphy · 
23 Tiffany Bias · 
24 DeWanna Bonner · 
31 Erin Phillips · 
42 Brittney Griner · 
Coach Sandy Brondello
- Gemeinsame Normdatei: 1264230591
- International Standard Name Identifier: 0000 0004 1832 1902
- Library of Congress Control Number: n2013055575
- Virtual International Authority File: 305197784
- WorldCat: E39PBJqFRJDP7WWtGHt6htPRKd